# Міждуріченське міське поселення (Кондінський район)
Міждурі́ченське міське поселення (рос. Междуреченское городское поселение) — міське поселення у складі Кондінського району Ханти-Мансійського автономного округу Тюменської області Росії.
Адміністративний центр та єдиний населений пункт — селище міського типу Міждуріченський.
Населення міського поселення становить 11149 осіб (2017; 11058 у 2010, 10907 у 2002).